# بمب‌گذاری پل راه‌آهن هانتلی
بمب‌گذاری پل راه‌آهن هانتلی (انگلیسی: Huntly rail bridge bombing) در روز ۳۰ آوریل ۱۹۵۱ در شاخه آواوآرا، نزدیک هانتلی، نیوزیلند رخ داد. این بمب‌گذاری در میانه جدل‌های سال ۱۹۵۱آب و هوایی در نیوزیلند، بحث و جدل‌های صنعتی در مورد شرایط کار و دستمزد کارگران اسکله‌ها رخ داد. این بمب‌گذاری توسط سیدنی هلند، نخست‌وزیر نیوزیلند، به عنوان یک اقدام تروریستی نام برده شد، بمب‌گذاری تلفاتی ببار نیاورد ولی منجر به اختلالاتی در انتقال زغال سنگ از معادن مجاور شد،
عاملین این بمب‌گذاری ناشناس باقی ماندند.

## بمب‌گذاری و نتیجه
در سال ۱۹۵۱، در جریان اختلافات و اعتصاب اسکله‌ها در نیوزیلند، یک انفجار، پل راه‌آهن هانتلی را نابود کرد. این پل چهار معدن باز و چند معدن زیرزمینی را در منطقه زغال سنگ خیز وایکاتو با شهر هانتلی توسط خط راه‌آهن متصل می‌کرد، بنابراین تخریب آن به منظور جلوگیری از عرضه زغال سنگ بود.
به رانندگان قطار از قبل هوشیاری داده شده بود، بنابراین تلفات و مجروحین صفر بود. به نظر می‌رسد حملات توسط معدنچیان زغال سنگ بدون اطلاع یا حمایت از اتحادیه‌های کارگری درگیر در اعتراضها و اعتصابها بوده باشد.
احتمالاً با توجه به محدودیت‌های گزارش شده در آن زمان، گزارش‌های متناقض وجود دارد. دو گزارش استرالیا می‌گوید که قطار مسافری حدود چهار ساعت پس از انفجار از پل عبور کرده‌است. آنها همچنین می‌گویند که پل نابود نشده‌است، اما ستون‌ها توسط شش انفجار دینامیت آسیب دیده‌اند اما نتوانستند پل را از بین ببرند.

## واکنش
نخست‌وزیر «سیدنی هلند» این بمب‌گذاری را محکوم کرد و آن را "عمل نفرت انگیز و تروریستی نامید. هلند تحقیقات را اعلام کرد اما هویت عاملان هرگز کشف نشد. با این حال، استدلال شده‌است که این اقدام یک خرابکارانه بود، ونه یک عمل تروریستی. گمان می‌رود که هدف احتمالاً انهدام منابع و اموال و اختلال در عرضه و و نقل و انتقال نه دستیابی به یک هدف سیاسی از طریق ترور.